# Alex Somers

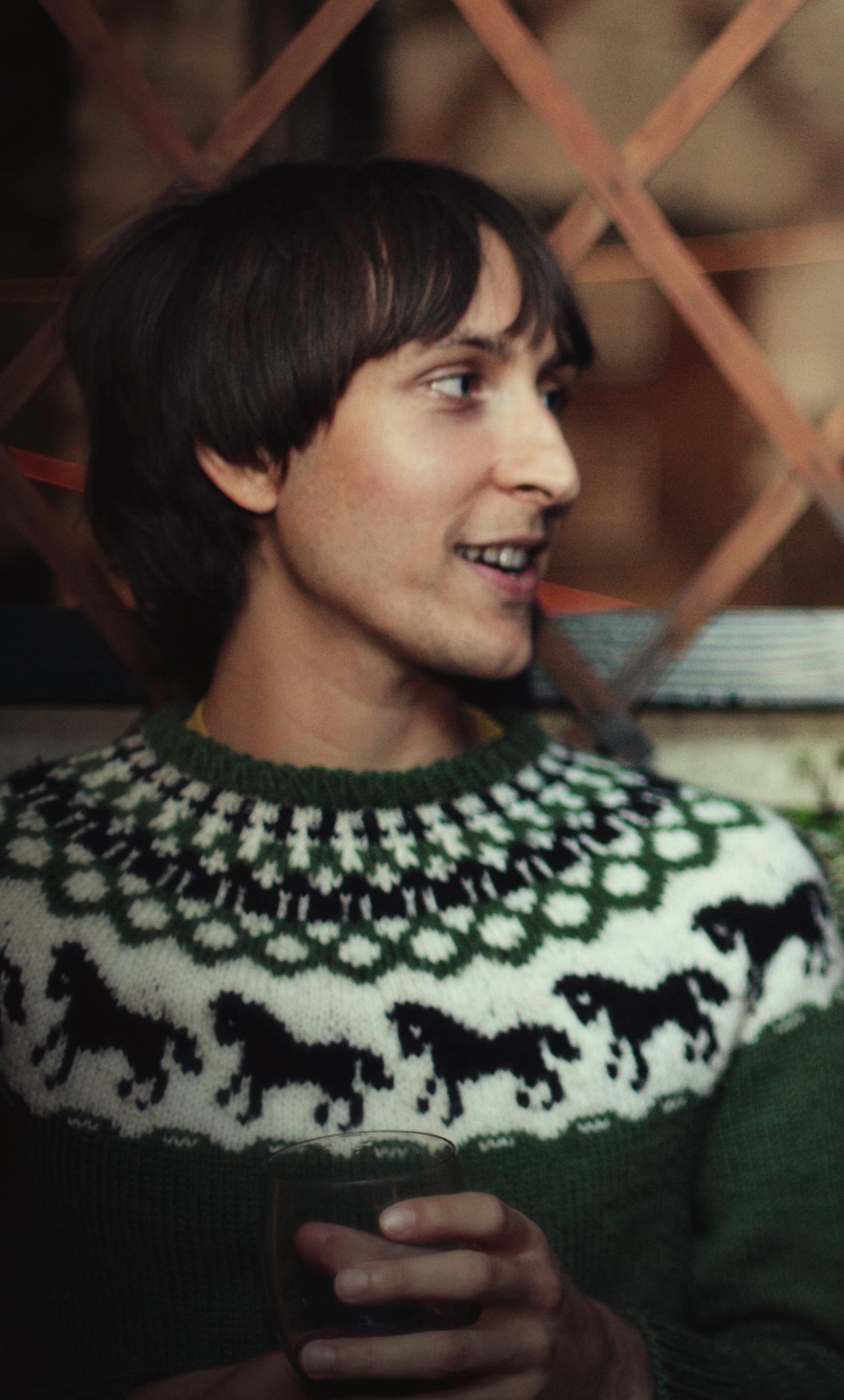
Alex Somers (2009)

Alex Kendall Somers (* 1984) ist ein US-amerikanischer Künstler und Musiker aus Baltimore, Maryland. Er lebt und arbeitet in Los Angeles. Somers ist ein Gründungsmitglied der aufgelösten Band Parachutes. Er hat weiterhin mit ehemaligen Partner Jónsi Birgisson ein Projekt mit dem Namen Jónsi & Alex. Aus der Kollaboration entstand das Album Riceboy Sleeps. Auf dem Album und bei der Live-Tour seines Partners spielte er Gitarre. Somers hat mehrere CDs und EPs produziert und gemixt. Weiterhin entwarf er das Artwork der Band Sismo für deren zweites Album La Magia Existe. Alex Somers ist ein Rohkostveganer.

## Parachutes
Parachutes war eine 2003 als Duo von Alex Somers und Scott Alario gegründete Band. Bei Live-Auftritten wurde die Band durch ein achtköpfiges Ensemble aus Þórdís Björt Sigþórsdóttir, Tinna Jóhanna Magnusson, Björn Pálmi Pálmason, Kári Hólmar Ragnarsson, Brendan Glasson und Aaron Borucki unterstützt. Die Aufnahmen wurden größtenteils in Alex’ Küche gemacht, wobei mehrfach mit Haushaltsgeräten zur musikalischen Untermalung experimentiert wurde. Das Duo hat u. a. mit Sigur Rós und der Amiina zusammengearbeitet. Am 13. November 2009 gab die Band auf ihrer MySpace-Seite die Trennung bekannt. Gleichzeitig wurde die komplette Discography als kostenfreier Download zur Verfügung gestellt.

## Sigur Rós
Alex Somers hat mehrere Album-Artworks für Sigur Rós entworfen. Das Albumcover für „Takk“ hat medial am meisten Beachtung gefunden und wurde in Folge mit dem Best Album Design der 2006 Islandic Music Awards ausgezeichnet.

## Filmografie (Auswahl)
- 2016: Captain Fantastic: Einmal Wildnis und zurück (Captain Fantastic)
- 2018: Hale County This Morning, This Evening
- 2019: Honey Boy
- 2020: Charm City Kings
- 2021: Together Together
- 2022: Fresh
- 2022: Causeway
- 2024: Under the Bridge (Miniserie)
- 2024: Nickel Boys
- 2025: Holland